# Ворвик (Оклахома)
Ворвик (енгл. Warwick) град је у америчкој савезној држави Оклахома.

## Демографија
По попису из 2010. године број становника је 148, што је 87 (-37,0%) становника мање него 2000. године.
| Група             | 2000.       | 2010.       |
| Белци             | 220 (93,6%) | 131 (88,5%) |
| Афроамериканци    | 4 (1,7%)    | 4 (2,7%)    |
| Азијати           | 0 (0,0%)    | 2 (1,4%)    |
| Хиспаноамериканци | 2 (0,9%)    | 1 (0,7%)    |
| Укупно            | 235         | 148         |